# Nhan Đan Thần
Nhan Đan Thần (sinh ngày 9 tháng 3 năm 1978) là nữ diễn viên Trung Quốc, tốt nghiệp khoa biểu diển Học viện Điện ảnh Bắc Kinh năm 2000.

## Sự nghiệp

### Điện ảnh
| Năm  | Tên                                    | Vai            | Ghi Chú |
| ---- | -------------------------------------- | -------------- | ------- |
| 1997 | Mùa Hoa, Mùa Mưa                       | Tạ Hân Nhiên   |         |
| 1998 | Going to School with Father on My Back | tả tả          |         |
| 2000 | Lưu Thiên Hoa 刘天华                   | Ân Thượng Chân |         |
| 2000 | Hoàng Phổ Quân Nhân                    | Hồng Vân       |         |
| 2001 | Hô Ngã 呼我                            | Liễu Đinh      |         |
| 2008 | Hutong Days 胡同里的阳光               | Quyên Tử       |         |
| 2009 | Vùng Đất Thiên Đường 天堂凹            | Lý Tuyết Mai   |         |
| 2009 | 遥远的诺邓                             | Anh Tử         |         |
| 2010 | 四个丘比特                             | Bạch Tiểu Bạch |         |
| 2012 | Tôi là người Trung Quốc 我是中国人     | Ninh Dục       |         |
| 2014 | 等你追我                               | Ngô Mộng Dao   |         |
| 2016 | Ái Tình Bất Đẳng Thức 爱情不等式       | Mã Cảnh Phương |         |

### Sân khấu
- Nhất Địa Kê Mao
- 堕落之后
- Cầu Hôn (求婚)
- Người Bắc Kinh (北京人)

### Phim truyền hình
| Năm  | Tên                                                   | Vai                                 |
| ---- | ----------------------------------------------------- | ----------------------------------- |
| 2000 | Ly Hôn Nữ Tử Dịch Trạm                                | Diễn Đồng Linh                      |
| 2001 | Đại Đường Tình Sử 大唐情史                            | Dương Phi                           |
| 2001 | Trình Giảo Kim 混世游侠                               | Ứng Tiểu Thúy                       |
| 2001 | Nguy Hiểm Lữ Trình 危险旅程                           | A Phương                            |
| 2002 | Mạch Nhiên Hồi Thủ 蓦然回首                           | Ư Hân Xuân                          |
| 2003 | Đối Môn Đối Diện 对门对面                             | Vương Hồng                          |
| 2003 | Ngón Tay Vàng) 金手指                                 | Thi Bội Trân                        |
| 2004 | Kinh Thiên Đông Phương Hiệu 惊天东方号                | Đào Nhiên                           |
| 2004 | Tinh Vệ Trấn Hải (Nàng Tinh Vệ Lấp Biển) 精卫填海     | Tố Nữ                               |
| 2005 | Vĩnh Lạc Anh Hùng Nhi Nữ 永乐英雄儿女                 | Thiết Hàn Yên                       |
| 2005 | Trường Hà Đông Lưu 长河东流                           | Trần Viên Viên                      |
| 2005 | Đại Hán Cân Quắc 大汉巾帼                             | Ngu Cơ                              |
| 2005 | Bảo Liên Đăng                                         | Hằng Nga                            |
| 2005 | Nữ Tử Hí Ban 女子戏班                                 | Cao Tiểu Túc                        |
| 2006 | Phạm Phủ Đại Viên 范府大院                            | Niệm Xuân                           |
| 2006 | Biệt Vấn Ngã Thị Thùy 别问我是谁                      | Lý Nam                              |
| 2006 | Quan Đông Kim Vương 关东金王                          | Phượng Chi                          |
| 2006 | Tiểu Cổ Đại Hi 小鼓大戏                               | Vi Na                               |
| 2007 | Vi Nâm Nhiên Thiêu 为你燃烧                           | Văn Ngải                            |
| 2007 | Giao Vương 跤王                                       | Từ Tĩnh Tâm                         |
| 2007 | Thương Cổ Tương Quân 商贾将军                         | Tố Phân                             |
| 2007 | Đinh Gia Hữu Nữ Hỉ Dương Dương                        | Diễn Đinh Ngôn                      |
| 2008 | U Linh Kế Hoạch 幽灵计划                              | Chương Hàm Vũ                       |
| 2008 | Nữ Nhân Thụ 女人树                                    | Kiều Tiểu Yến                       |
| 2009 | Hướng Chu Tinh Trì Trí Kính Tiên 向周星驰致敬先       | Tào Thao                            |
| 2010 | Lưu Thần 留神                                         | Lâm Khiết                           |
| 2010 | Loạn Thế Ngọc Duyên 乱世玉缘                          | Thường Đức Trữ                      |
| 2010 | Hoàn Khán Kim Triêu 还看今朝                          | Đào Hiệp                            |
| 2010 | Thiểm Hôn (Hôn Nhân Chớp Nhoáng) 闪婚                 | Nhan Mẫn                            |
| 2011 | Hắc Sắc Danh Đơn 黑色名单                             | Quách Gia Nguyệt                    |
| 2011 | Sơn Li Hồng 山里红                                    | Xuân Thược                          |
| 2012 | Hoa Lạc Nguyên Suý 欢乐元帅                           | Vương Mẫu nương nương               |
| 2012 | Tây Du Ký 西游记                                      | Bách Hoa Tu / Phi Hương Điền Thị Nữ |
| 2013 | Độc Lan 独狼                                          | Đường Tiệp Thục                     |
| 2013 | 小鬼子走着瞧                                          | Nguỵ Nhị quả phụ                    |
| 2013 | Hoàng Hương 莞香                                      | A Chi (Dịch Thiên Chi)              |
| 2013 | 陪你到老                                              | Chu Mạn Chu                         |
| 2013 | Mật Sứ 2: Giang Đô Điệp Ảnh 密使2之江都谍影           | Trần Như                            |
| 2014 | Phản Thành Niên Đại 返城年代                          | Hà Ngưng Chi                        |
| 2014 | Tần Xuất Quốc Môn 走出国门                            | Từ Thu Sảng                         |
| 2014 | Thanh Xuân Nhiên Thiêu Đích Tuế Nguyệt 青春燃烧的岁月 | Mai Tu                              |
| 2014 | Sản Khoa Nam Y Sinh 产科男医生                        | Khách mời                           |
| 2014 | Dũng Si Chi Thành 勇士之城                            | Liễu Phân                           |
| 2014 | Ám Độ 暗渡                                            | Trần Tĩnh Xu                        |
| 2014 | Thâm Trạch 1937 深宅1937                              | Tam thái thái                       |
| 2014 | Du Thái Hoa Hương 油菜花香                            | Chu Anh                             |
| 2015 | Hảo Tưởng Hảo Tưởng Ái Thượng Nhĩ 好想好想爱上你      | Lưu Nguyệt Lượng                    |
| 2015 | Mẹ Hổ Ba Mèo 虎妈猫爸                                 | Vu Giai Giai                        |
| 2015 | Kháng Uy Anh Hùng Thích Kế Quang                      | Vương Dục Trúc                      |
| 2016 | 我和他的传奇情仇                                      | Tiêu Lam                            |
|      | Mật Thám Hoan Hỉ 欢喜密探                             | Khách mời                           |